# Hermann Eissler
Hermann Jacob Eissler (geboren am 20. Juli 1860 in Wien; gestorben am 26. Februar 1953 in Nizza) war ein Unternehmer und Kunstsammler.

## Leben
Hermann Eissler kam 1860 in Wien als Sohn des Holzhändlers, Kommerzial- und Börsenrats Jakob Eissler und seiner Frau Rosa zur Welt. Er hatte mehrere Geschwister. Das Familienunternehmen Josias Eissler & Söhne war zuletzt am Dr.-Karl-Lueger-Platz Nr. 2 im 1. Wiener Gemeindebezirk ansässig. Eine Niederlassung bestand in Mistelbach (Niederösterreich).
Hermann Eissler besuchte das Wiener Akademische Gymnasium. Dort gehörte der spätere Schriftsteller Arthur Schnitzler zu seinen Mitschülern. Dieser notierte seine Besuche im Hause Eissler in seinen Tagebüchern. Nach der schulischen Ausbildung studierte Hermann Eissler Geologie bei Eduard Suess an der Universität Wien. Eissler promovierte zum Thema Der geologische Bau der Rax-Alpe und schloss das Studium mit dem Titel Dr. phil ab. Seine während zahlreicher Bergwanderungen gewonnenen Eindrücke fasst er in schwärmerischen Gedichten zusammen, die er 1888 in dem Band Edelweiß, Lieder eines Bergfexen veröffentlichte. Er arbeitete nach der Studienzeit im Familienunternehmen und wurde dort Gesellschafter. Später trug er wie sein Vater die Bezeichnung Kommerzialrat.
In erster Ehe war Hermann Eissler mit Barbara Havliscek verheiratet, die bereits vor 1917 verstarb. Aus einer außerehelichen Beziehung stammt Eisslers Tochter Berta Morelli (1893–1975), deren Vaterschaft er 1901 anerkannte. 1929 heiratete Eissler in zweiter Ehe die wesentlich jüngere Hortense, geborene Kopp (1895–1983). Hermann und Hortense Eissler wohnten in Wien in der Auerspergstraße Nr. 2 und nutzten als Landsitz ein Gut in Kleinzell in Niederösterreich.
Nach dem Anschluss Österreichs an das Deutsche Reich 1938 wurde Hermann Eissler als Jude von den NS-Machthabern verfolgt; seine Frau Hortense galt nach den geltenden Rassegesetzen hingegen als Arierin. Hermann Eissler besaß die tschechoslowakische Staatsbürgerschaft und flüchtete im Frühjahr 1939 zunächst nach Ungarn. In Budapest erhielten er und seine Frau am 12. März die Staatsbürgerschaft von Nicaragua. Danach emigrierte Hermann Eissler über die Schweiz nach Frankreich und lebte fortan in Nizza. Seine Frau erwirkte in Wien am 31. August 1939 die Aufhebung der Ehe – möglicherweise zur Sicherung des Vermögens. Teilweise gelang es ihr, Kunstwerke aus der Sammlung ihres Mannes mit Genehmigung des Bundesdenkmalamtes nach Frankreich auszuführen. Andere Kunstwerke verkaufte sie während des Zweiten Weltkriegs. Hortense Eissler lebte bis zum Ende des Krieges auf dem Gut der Familie in Niederösterreich. 1951 heirateten Hermann und Hortense Eissler ein zweites Mal. Er starb 1953 in Nizza. Sein Grab befindet sich auf dem Wiener Zentralfriedhof.

## Kunstsammlung
Der genaue Umfang der ehemaligen Kunstsammlung von Hermann Eissler ist nicht bekannt und etwaige Verzeichnisse sind nicht erhalten. Problematisch ist zudem die Zuordnung von Kunstwerken zu einzelnen Mitgliedern der Familie Eissler. Ein kleiner Sammlungsgrundstock bestand bereits beim Vater Jacob Eissler, wozu Werke wie die Anbetung durch die Hirten von Gillis van Tilborgh und Der eingeschlafene Postillon von Carl Schindler gehörten. Hermann Eissler sammelte teilweise gemeinsam mit seinem Bruder Gottfried (1861–1924) Gemälde, Arbeiten auf Papier und Skulpturen. Diese Sammlungen waren durch kontinuierlichen Veränderungen geprägt, zu der umfangreiche Zukäufe, aber auch zahlreiche Abgänge gehörten. Hierbei können persönliche Interessen ebenso wie wirtschaftliche Gründe eine Rolle gespielt haben. Spätestens ab 1938 hat Hermann Eissler zudem aus Gründen, die sich aus seiner Verfolgung als Jude ergaben, Teile der Kunstsammlung auf seine Frau und seine Adoptivtochter übertragen.
In der Sammlung von Hermann Eissler befanden sich einige Werke der italienischen Renaissance, wie das Gemälde Madonna mit Kind von Carlo Crivelli, aber auch Werke von Galasso Galassi, Callisto Piazza, und Lorenzo Lotto. Teilweise finden sich auch Hinweise auf Maler wie Tintoretto, Caravaggio und Guardi. Beispiele niederländischer Barockmalerei waren Gemälde von Adriaen und Isaac van Ostade. Der Schwerpunkt der Sammlung lag hingegen auf Werken österreichischer Maler der 19. Jahrhunderts wie Ferdinand Georg Waldmüller, Rudolf von Alt oder August von Pettenkofen. Hinzu kamen aus dem deutschen Sprachraum Bilder von Arnold Böcklin, Franz von Lenbach, Adolph von Menzel und Ludwig Richter. Von Carl Spitzweg besaß Hermann Eissler das Gemälde Die Post. Darüber hinaus war seine Sammlung international ausgerichtet und enthielt die Gemälde Willy Lott’s House von John Constable. Sonnenuntergang im Gebirge von Giovanni Segantini, Love’s hunting ground von Edward Burne-Jones, Porträt David Anderson von Henry Raeburn, Bildnis Pedro Romano von Francisco de Goya sowie Werke von Fernand Khnopff, Théo van Rysselberghe und Jan Toorop. Zu den Arbeiten französischer Künstler in der Sammlung Eissler gehörte das Gemälde Die Gefangennahme Weislingens von Eugène Delacroix, Schweinemagd und Frauenkopf von Gustave Courbet sowie Bilder von Théodore Géricault und Honoré Daumier. Von besonderer Bedeutung ist Eisslers Sammlung von Werken des französischen Impressionismus und Spätimpressionismus, zu deren frühesten Käufern er in Österreich gehörte. So besaß er von Édouard Manet die Ölstudie zu Eine Bar in den Folies-Bergère, von Pierre-Auguste Renoir ein Lesendes Mädchen, von Paul Cézanne das Landschaftsbild Dorf hinter den Bäumen, Ile de France und von Vincent van Gogh das Selbstporträt, das heute der Stiftung Sammlung E. G. Bührle in Zürich gehört.

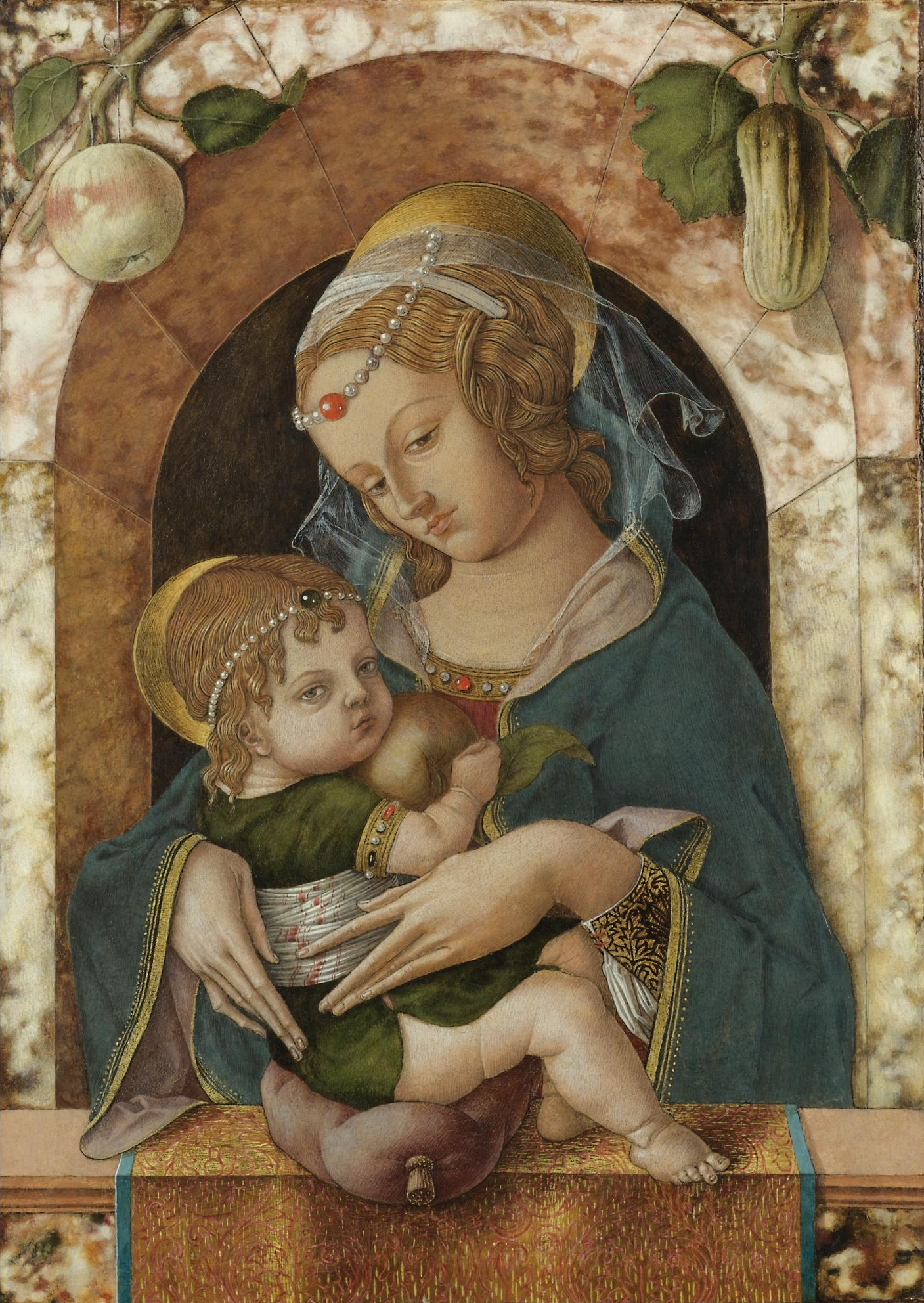
Carlo Crivelli: Madonna mit Kind
Carl Spitzweg: Die Post
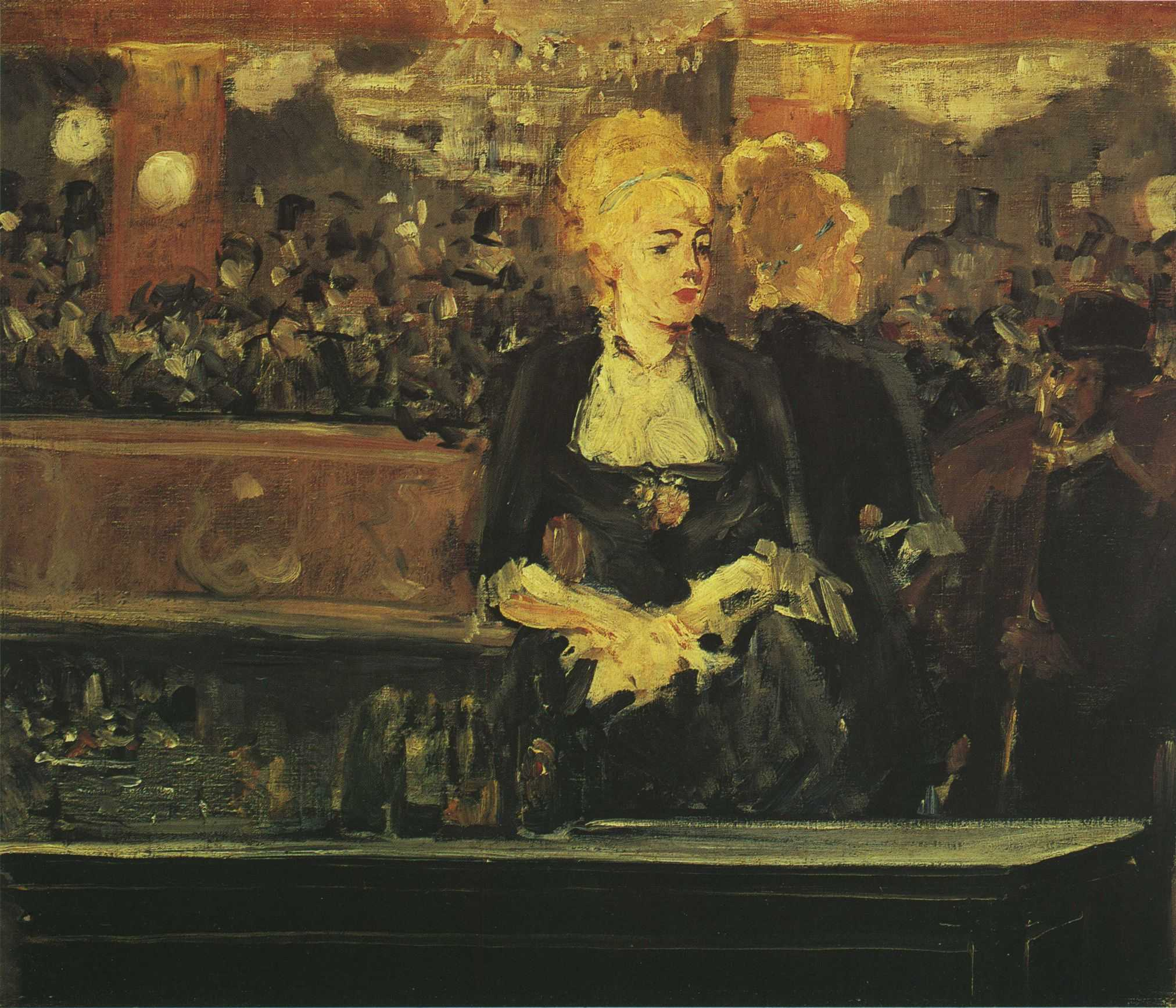
Édouard Manet: Eine Bar in den Folies-Bergère, (Studie)
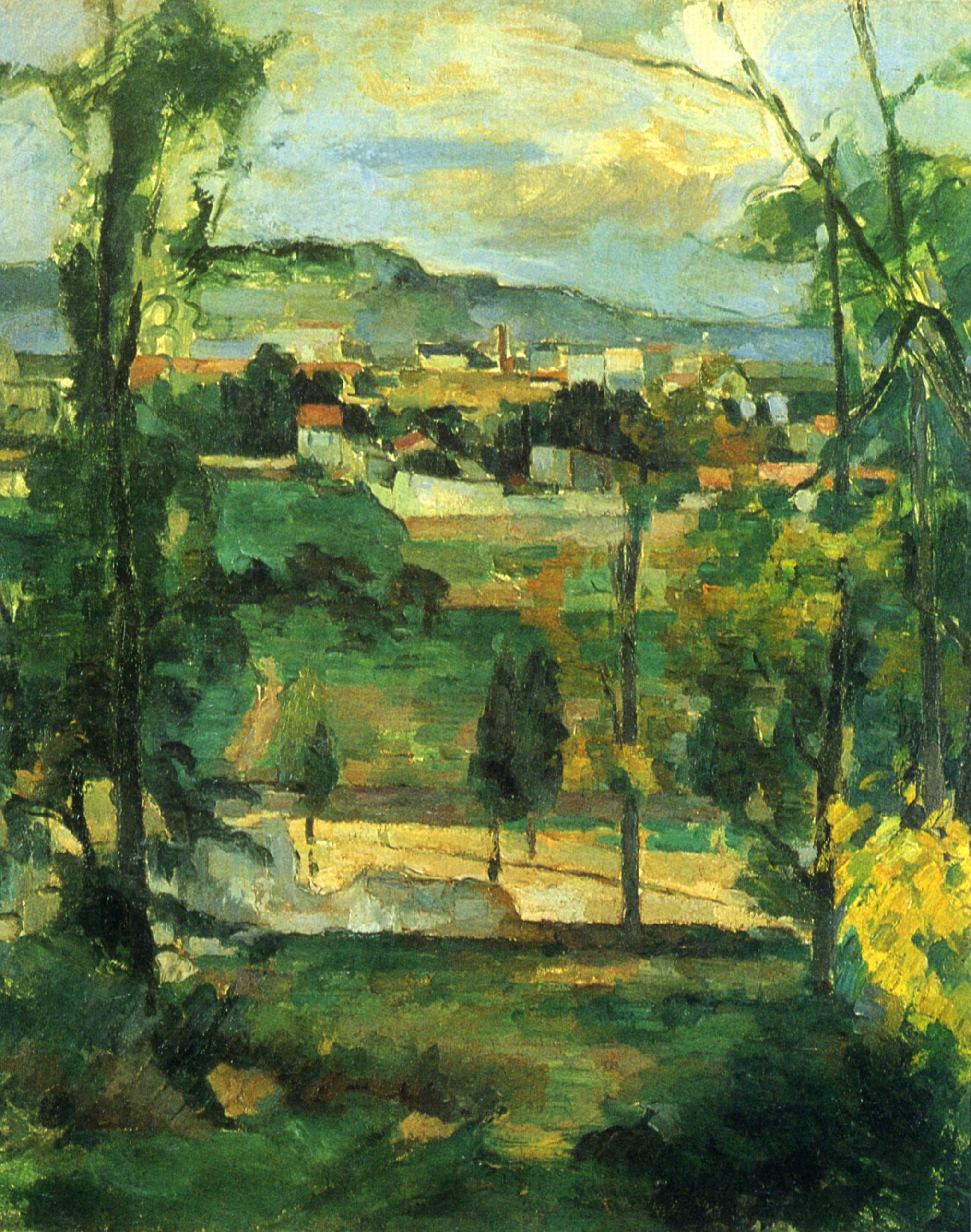
Paul Cézanne: Dorf hinter den Bäumen, Ile de France
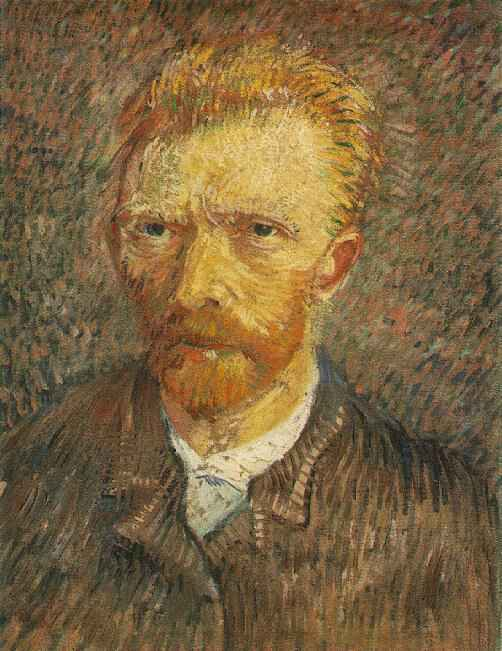
Vincent van Gogh: Selbstporträt

Nach dem Zweiten Weltkrieg versuchten Eisslers Witwe und seine Tochter wiederholt, Kunstwerke aus österreichischen Staatsbesitz zurückzuerhalten. Die meisten Bemühungen auf Restitution blieben jedoch erfolglos. 2009 beschloss der für Restitutionsfragen zuständige Beirat die vier Gemälde  Apothekenladenschilder: Hygieia, Hippokrates, Galen, Flora von Ferdinand Georg Waldmüller an die Erben zurückzugeben, während andere Bilder von Waldmüller, das Gemälde Christus am Ölberg von Galasso Galassi sowie die Terrakottaplastik Entwurf für ein Denkmal für Victor Hugo von Auguste Rodin in österreichischen Museen verblieben. Der Altausseer See gegen den Dachstein von Ferdinand Georg Waldmüller (1834), eine Leihgabe der deutschen Regierung an die Staatliche Kunsthalle Karlsruhe, wurde 2020 an die Erben von Hermann Eissler zurückgegeben.